# Relationer mellan Fiji och Tyskland
Relationer mellan Fiji och Tyskland började på diplomatisk nivå 1 augusti 1973. Tyskland har ingen ambassad i Fiji. Den tyska importen från Fiji var 2014 2,426 miljoner euro, medan exporten var 8,692 miljoner euro.